# 小行星5162
小行星5162（英語：5162 Piemonte）是一颗围绕太阳公转的小行星。1982年1月18日，愛德華·鮑威爾在可可尼诺县发现了此天体。
这颗小行星的绝对星等为359.95044等。